# Septembre 1841

## Événements
- Au Liban, conflit entre druzes et maronites dû aux rivalités franco-britanniques et à la politique ottomane : les druzes, soutenus par les Anglais, sont exemptés du tribut que les maronites, soutenus par la France, doivent payer au sultan.

- 11 - 18 septembre : troubles à Paris. La ville est en proie à des manifestations républicaines: « Vive la République! A bas Louis-Philippe! » L'agitation dure plusieurs jours.

- 13 septembre : le duc d’Aumale, rentrant d'Afrique et défilant en tête de ses troupes, manque d'être assassiné d'un coup de pistolet par Quénisset, un extrémiste.

- 18 septembre : le général Manuel Bulnes, héros de la guerre, est élu président au Chili. Il ouvre dix années de stabilité politique, de croissance économique et rayonnement culturel (fin en 1851).

- 24 septembre : le sultan de Brunei récompense James Brooke, un aventurier anglais qui l’avait aidé à écraser des rebelles, en lui donnant des terres et le titre de raja de Sarawak. Brooke et ses successeurs, les « rajas blancs », élargissent leur territoire jusqu’aux frontières actuelles du Sarawak.

- 25 septembre - 16 novembre : François-René de Chateaubriand écrit la conclusion des Mémoires d'outre-tombe.

- 28 septembre, Belgique : ouverture du raccordement de Bruxelles à L'excentrique, partie du chemin de fer de Bruxelles à Anvers et raccordements (administration des chemins de fer de l'état).

## Naissances
- 4 septembre : Walter Edward Gudgeon (mort en 1920), ethnologue néo-zélandais.
- 8 septembre : Antonín Dvořák, violoniste, organiste, altiste, directeur du conservatoire de Prague, compositeur († 1er mai 1904).
- 28 septembre : Georges Clemenceau, homme d'État français.

## Décès
- 9 septembre : Augustin Pyrame de Candolle (né en 1778), botaniste suisse.